# NGC 1802
NGC 1802 est un amas ouvert ou un groupe d'étoiles situé dans la constellation du Taureau. Il a été découvert par l'astronome germano-britannique William Herschel en 1785.
NGC 1802 est situé à environ 400 pc (∼1 300 al) du système solaire et les dernières estimations donnent un âge de 460 millions d'années. La taille apparente de l'amas est de 20,0 minutes d'arc, ce qui, compte tenu de la distance, donne une taille réelle maximale d'environ 7,6 années-lumière.  